# 中華民国中央銀行
中華民国中央銀行（ちゅうかみんこくちゅうおうぎんこう）は、中華民国（台湾）の中央銀行。同国唯一の政府銀行であり、金融の発展、物価安定の維持、新台湾ドル（台湾元）の価値の維持等の役割を持つ。

## 歴史
中華民国中央銀行は1928年11月1日に上海で設立され、1949年に中華民国政府の台湾への移転に伴い、台湾へ移された。しかしながら、台湾での中央銀行の役割は台湾銀行が代行しており、実際には有名無実であった。実際の業務開始は1961年6月27日に「中央銀行復業案」が発せられた後の7月1日であり、その際に台湾銀行が代行していた業務が移管された。1979年11月には「中央銀行法」に基づき総統府の管轄から行政院の管轄へと改組、金融安定や銀行業務管理、国内外における台湾元の安定を主要な役割とするようになる。
ただし発券業務については、既に新台湾ドルが安定的に流通していることから、台湾銀行が引き続き委託業務を行うこととなった。中央銀行が発券業務を行うのは、2000年の紙幣改定に伴い新台湾ドルを国家の正式通貨と定めてからのことである。

## 組織
- 監事会、理事会
  - 総裁
    - 副総裁（2名）
- 業務局
- 発行局
- 外匯局
- 国庫局
- 金融業務検査処
- 経済研究処
- 秘書処
- 会計処
- 情報室
- 人事室
- 政風室
- 法務室
- ニューヨーク代表弁事処
- ロンドン代表弁事処
- 中央印製廠
- 中央造幣廠

## 歴代総裁
|   | 姓名   | 着任      | 退任      |
| - | ------ | --------- | --------- |
| 1 | 徐柏園 | 1960年7月 | 1969年5月 |
| 2 | 兪国華 | 1969年5月 | 1984年5月 |
| 3 | 張継正 | 1984年6月 | 1989年5月 |
| 4 | 謝森中 | 1989年6月 | 1994年5月 |
| 5 | 梁国樹 | 1994年6月 | 1995年3月 |
| 6 | 許遠東 | 1995年3月 | 1998年2月 |
| 7 | 彭淮南 | 1998年2月 | 2018年2月 |
| 8 | 楊金龍 | 2018年2月 | 現任      |